# Гамалієвка-1
Гамалі́євка-1 (рос. Гамалеевка-1) — селище у складі Сорочинського міського округу Оренбурзької області, Росія.
Стара назва — Гришинський.

## Населення
Населення — 903 особи (2010; 1031 у 2002).
Національний склад (станом на 2002 рік):
- росіяни — 88 %